# Harmon Harmon
Harmon Harmon, född 15 maj 1980, är en friidrottare från Cooköarna. Han deltog vid olympiska sommarspelen 2004.